# Тенарова синь
Тена́рова синь, ко́бальтовая синь — (Co(II)Al2)O4 — оксид диалюминия-кобальта(II).
Синяя алюминиево-кобальтовая краска. Названа именем Луи Жака Тенара.

## История
В середине XVII столетия саксонский стеклодув Х. Шюрер случайно получил синюю краску при сплавлении со стеклом остатков от приготовления висмута. Эта краска, под именем цаффры (Zaffer по Г. Коппу, вероятно от Sapphir) или саффлора, а затем шмальты, скоро сделалась ценным продуктом в торговле.
На начала XX столетия кобальтовая синь или шмальта (смальта), приготавливалась сплавлением кварцевого песку, поташа и цафры или сафлора. Получаемое стекло гасилось, отчего оно рассыпалось в синий порошок, а отмучиванием порошка получаются различные сорта: королевская синь, кулер, эшель, зумфэшель и другие. В Толковом словаре живого великорусского языка Владимира Даля написано что Смальта, шмальта, голубая краска из толченого стекла. 
На начала XX столетия кобальтовая синь или смальта употреблялась как краска для фарфора, фаянса, стекла, и в меньшем количестве она употреблялась для подсинивания бумаги, крахмала, а также при аппретировании тканей.

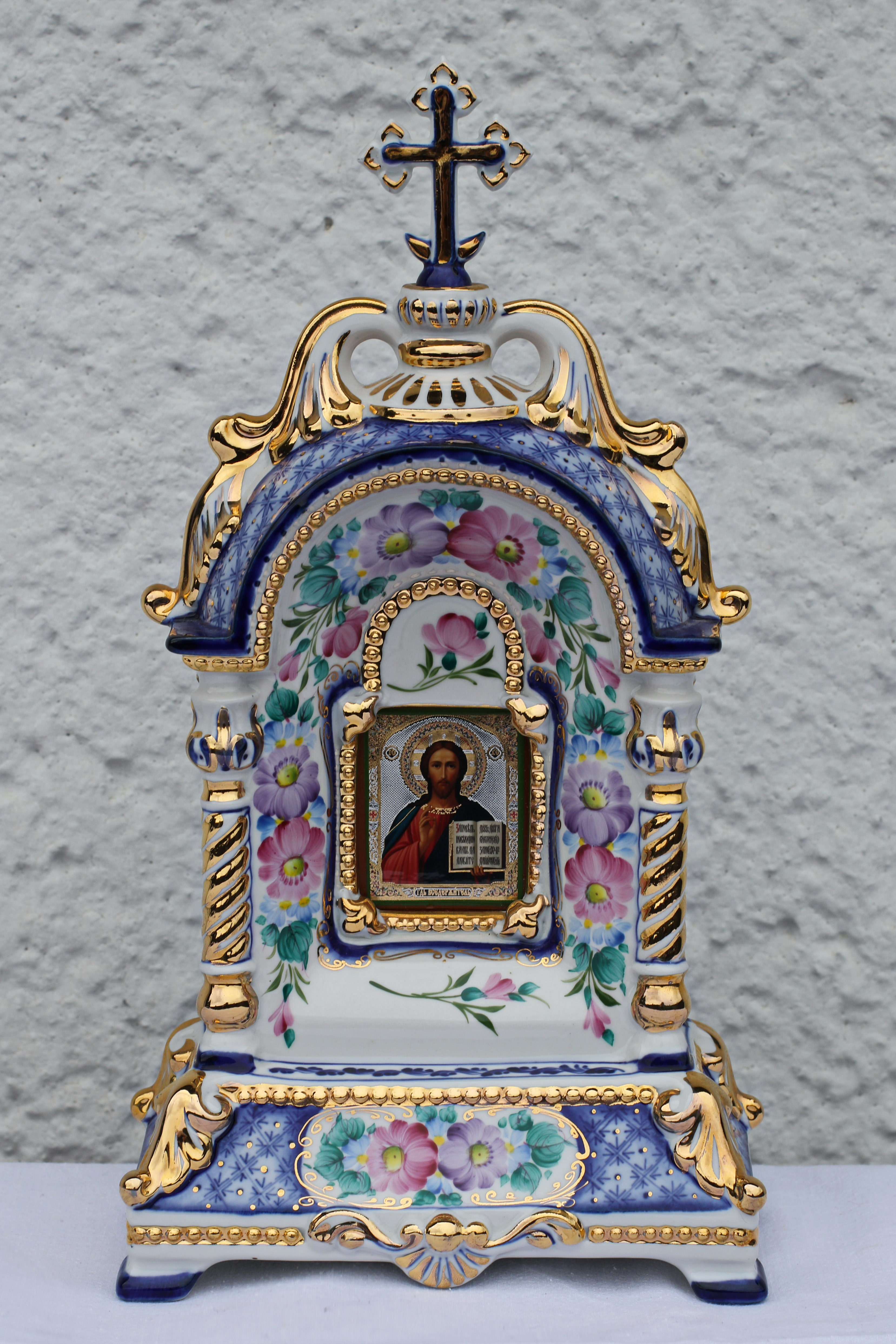
Русская икона Господь вседержитель. Гжель — русский народный промысел. Россия.
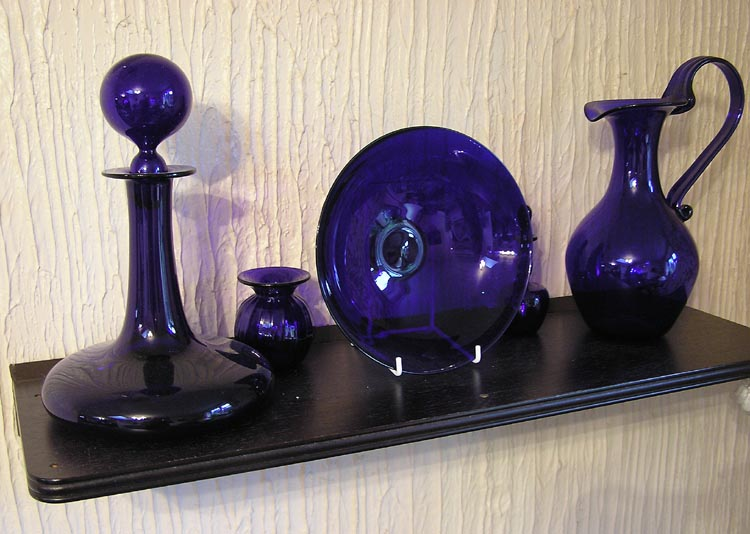
Стекло, окрашенное тенаровой синью.
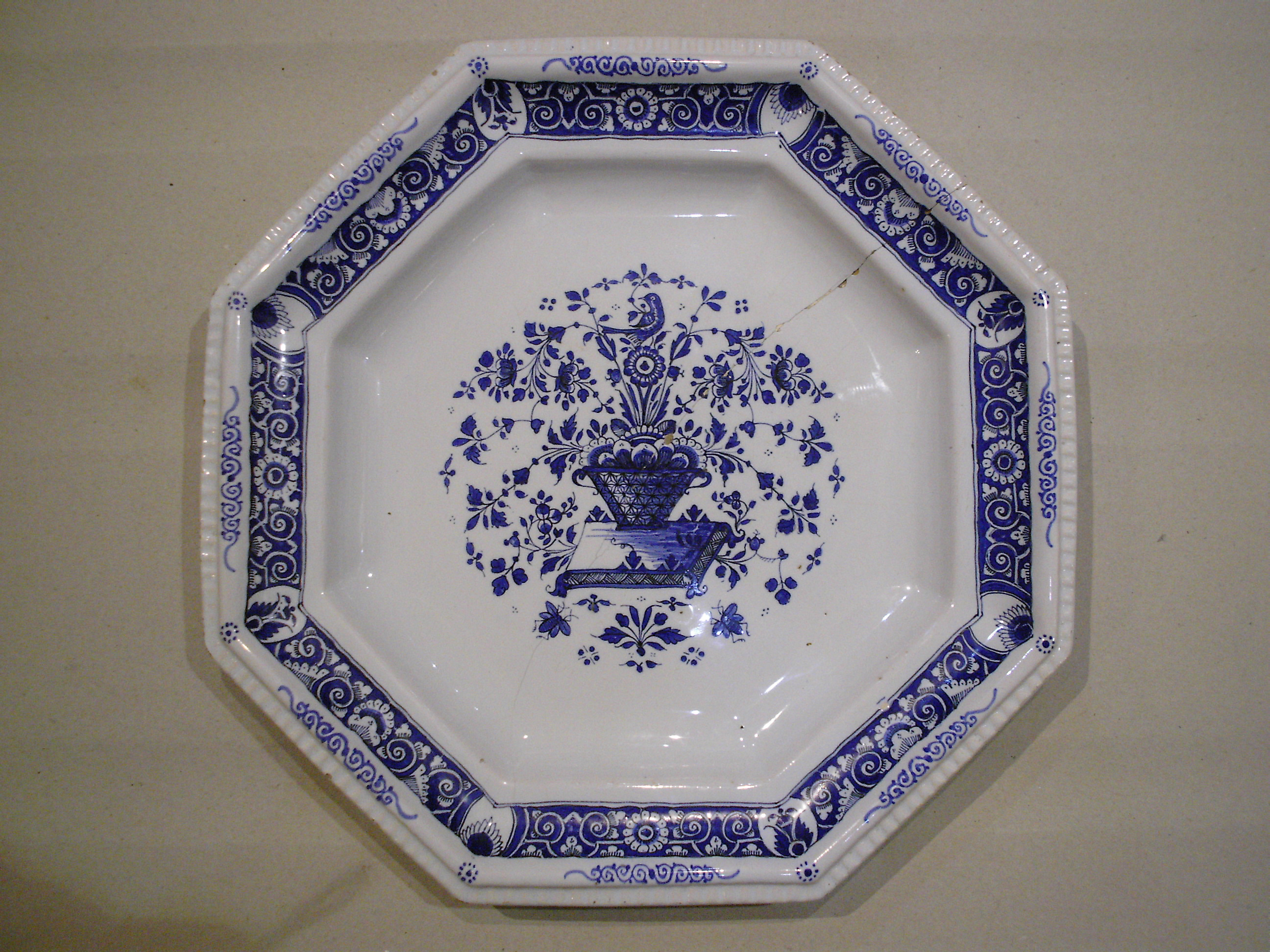
Фарфоровая тарелка, расписанная кобальтовой синью.
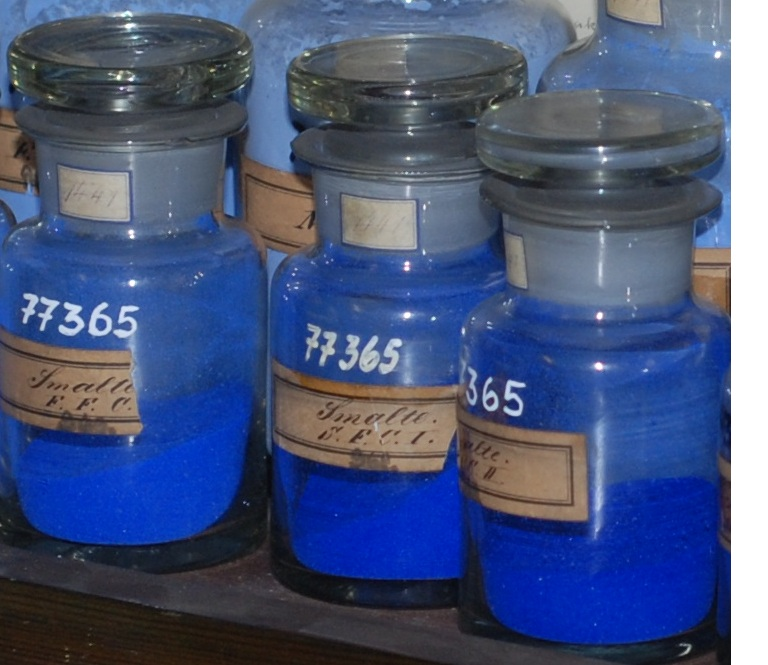
Смальта, Историческая коллекция красителей Дрезденского технического университета, Германия.

В 1930-е годы кобальтовая синь или синяя кобальтовая краска, изготовляемая продолжительным прокаливанием смеси тонко измельченных порошков глинозёма и закиси кобальта с общим составом СоО·Аl₂O₃, и употреблялся в качестве очень красивой и довольно дорогой краски для живописи, для окраски фарфора и стекла. 
Приготовляется прокаливанием глинозёма или алюмината натрия с солями (например, галоидными) кобальта:
2Al2(SO4)3 + 2Co(NO3)2 → 2Co(AlO2)2 + 6SO3 + 4NO2↑ + O2↑
Употребляется как пигмент для акварельных и масляных красок. К числу недостатков тенаровой сини следует отнести то, что при вечернем освещении она кажется грязно-фиолетовой.